# Козлов, Василий Андреевич
Василий Андреевич Козлов (25 апреля 1918, село Ива ныне Пензенской области — 28 марта 1994, Харьков) — генерал-майор, писатель на украинском и русском языках, член Национального союза писателей Украины, заслуженный работник культуры Украины. Член Ревизионной Комиссии КПУ в 1971—1976 г.

## Биография
С 1938 года служил в пограничных войсках НКВД СССР.
Член ВКП(б) с 1939 года.
Участник Великой Отечественной войны: политрук пограничного отряда. После войны — старший инструктор Политуправления Погранвойск СССР (по комсомольской работе).
В 1963—1973 годах — начальник Политического отдела — заместитель начальника войск Краснознаменного Западного пограничного округа КГБ СССР.
С 1976 по 1989 год работал директором Национального музея истории Украины во Второй мировой войне.

## Творчество
Писал повести и очерки на военную тематику, в частности — повесть «Контрольная полоса», 1977.

## Награды
Награждён орденом Ленина, Боевого Красного Знамени, Трудового Красного Знамени, 2 орденами Красной Звезды, орденом «Знак Почета», орденом Отечественной войны I степени.
В 1999 году посмертно награждён знаком «Почётный пограничник Украины».